# Вишнич, Горан
Горан Вишнич (хорв. Goran Višnjić; род. 9 сентября 1972 года) — американский и хорватский актёр. Он известен прежде всего ролью доктора Луки Ковача в американском телесериале «Скорая помощь» («ER»).

## Биография

### Молодость
Горан Вишнич родился 9 сентября 1972 года в городе Шибенике на берегу Адриатического моря в Хорватии (в то время на территории Югославии). Его родители — Желько Вишнич, водитель автобуса, и Милка Вишнич, продавщица на продуктовом рынке. Сейчас они на пенсии. У него есть старший брат — Йошко Вишнич. Горан впервые проявил себя как актёр в девять лет на сцене детского драматического театра в Шибенике. В 1988 году он дебютировал в спорном югославском фильме «Братья по матери», сыграв юного хорватского экстремиста. Окончил Загребскую академию драматических искусств (Хорватия).

### Карьера
Вишнич был самым молодым актёром, которого выбрали на роль шекспировского Гамлета в проекте международного летнего театрального фестиваля в Дубровнике (Хорватия). Он изображал принца Гамлета в течение 6 лет с 1993 по 2000 гг., выиграв несколько театральных премий Орландо (эквивалент российской «Золотой Маски»).

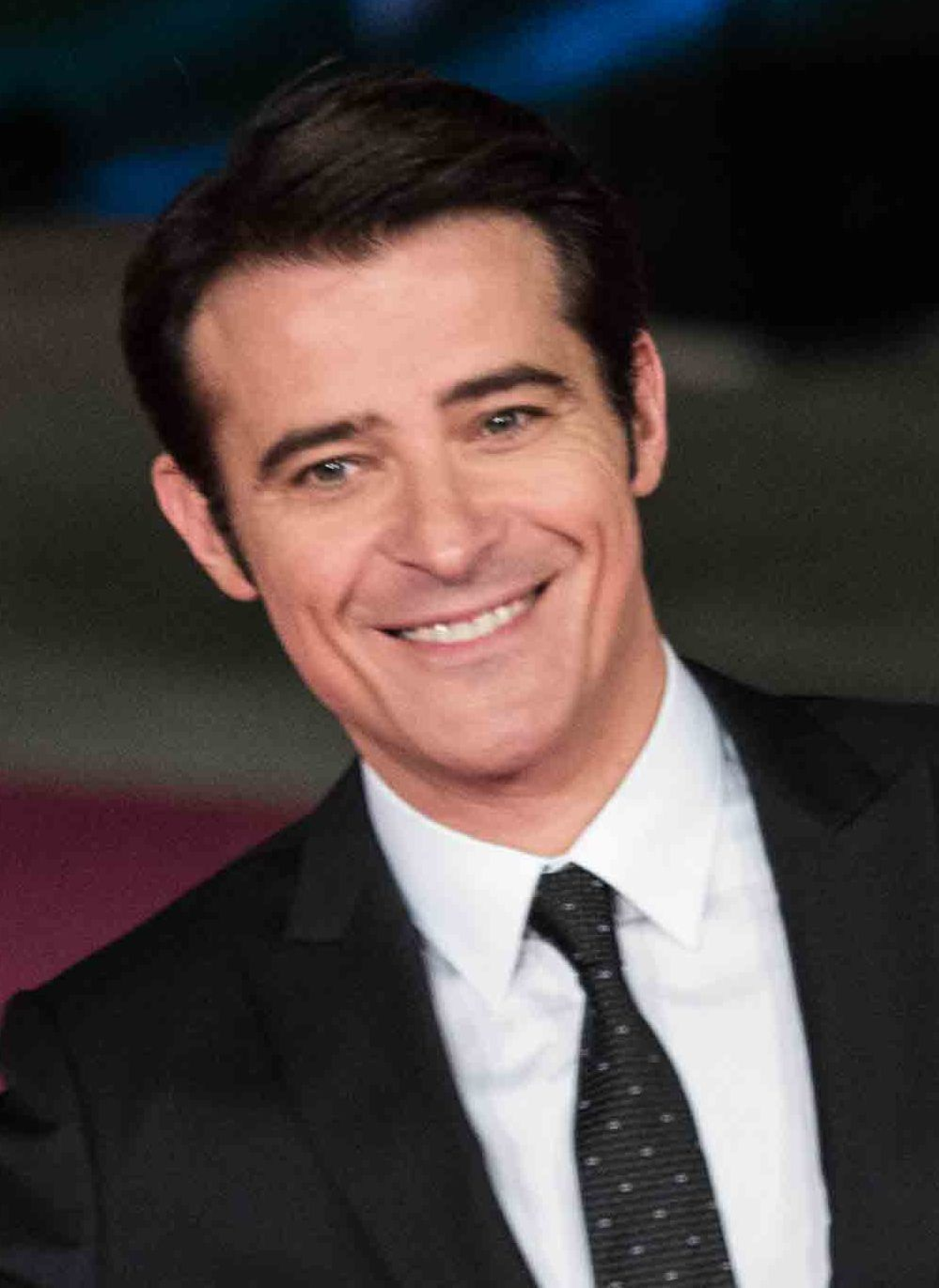
Вишнич в 2014 году

Фильмы Вишнича до периода «Скорой помощи»: «Миротворец», «Безумно верная жена» и «Практическая магия». В 1998 году он появился в музыкальном клипе Мадонны The Power of Good Bye, а также в маленькой роли русского мафиози в фильме «Шулера». Но роль Ристо в фильме «Добро пожаловать в Сараево» буквально изменила его жизнь. Продюсер Джек Орман, заметив его в этой роли, пригласил Вишнича в популярный американский сериал «Скорая помощь». Он вступил в актёрский состав сериала в 1999 году (6 сезон) и стал ведущим актёром в 2006 году (12 сезон). В марте 2007 года было анонсировано, что Вишнич покидает сериал в конце 13 сезона (2007), однако позже актёр вернулся для съёмок 7 серий 14 сезона (2007—2008).
С тех пор как он присоединился к «Скорой помощи», Вишнич сыграл главную мужскую роль в фильме «На самом дне», озвучил Сото в мультфильме «Ледниковый период», а также сыграл главные роли в фильмах «Последняя воля» и «Под гипнозом». Позже он сыграл Спартака в телефильме «Спартак», в хорватском фильме и телесериале «Длинная мрачная ночь». Он также сыграл вместе с Дженнифер Гарнер в фильме «Электра». В мае 2007 года Вишнич появился в музыкальном клипе группы UNKLE’s на песню Burn My Shadow. В октябре 2007 года начались съёмки фильма «Елена» в Ванкувере, где Вишнич снялся в главной роли вместе с Эшли Джадд. Весной 2008 года принял участие в съёмках фильма «Нью-Йорк, я люблю тебя» в части, снятой режиссёром Андреем Звягинцевым.

### Личная жизнь
С 8 мая 1999 года Вишнич женат на Иване Врдоляк, дочери известного хорватского режиссёра Антуна Врдоляка (бывшего вице-президента Хорватии). Они постоянно проживают в Лос-Анджелесе. В апреле 2007 года они усыновили мальчика, который родился 19 апреля. Он был назван Тином в честь хорватского поэта Тина Уевича.

## Фильмография

### Телесериалы
| Год       | Название                 | Оригинальное название   | Роль               | Примечания |
| --------- | ------------------------ | ----------------------- | ------------------ | --- |
| 1997      | «Затишье перед бурей»    | Olujne tišine 1895—1995 | Владимир Видрич    | |
| 1999—2007 | «Скорая помощь»          | ER                      | доктор Лука Ковач  | в 14 сезоне (2007—2008) появится только в 7 сериях). В 15 сезоне заключительное появление в 3 серии «Книга Эбби». |
| 2005      | «Ненаписанное»           | Unscripted              | самого себя        | в пилоте |
| 2005      | «Длинная мрачная ночь»   | Duga mračna noć         | Иван Колар         | 13-я тв версия |
| 2006      | «Наша маленькая клиника» | Naša mala klinika       | эпизод             | в 5 серии «Bijeli miševi» 3 сезона |
| 2010      | «Boston’s Finest»        | Boston’s Finest         | Angus Martin       | закрыт на пилотной серии |
| 2010      | «Воздействие»            | Leverage                | Дэмиен Моро        | 3 сезон: 15 — «The Big Bang Job»\"Дело о большом взрыве", 16 — «The San Lorenzo Job»\"Дело о Сан-Лоренцо" |
| 2010      | «Бездна»                 | The Deep                | Самсон             | 5 серий |
| 2011—2012 | «Пэн Американ»           | Pan Am                  | Нико Лонца         | 1 сезон: 5 — «One Coin in a Fountain»\"Монетка в фонтане", 6 — «The Genuine Article»\"Подлинная статья", 7 — «Truth or Dare»\"Правда или желание", 13 — «Romance Languages»\"Язык романтики"                                       |
| 2013      | «Красная вдова»          | Red Widow               | Николай Шиллер     | |
| 2014      | «За пределами»           | Extant                  | Джон Уоттс         | 1 сезон (13 серий) и 2 сезон (1 серия) |
| 2015      | «Пересекая черту»        | Crossing Lines          | Марко Константе    | 3 сезон |
| 2016—2018 | «Вне времени»            | Timeless                | Гарсиа Флинн       | |
| 2019      | «Это мы»                 | This Is Us              | Винсент Келли      | 3 сезон: 13 — «Our Little Island Girl»\"Наша маленькая островитянка" |
| 2019      | «Диета из Санта-Клариты» | Santa Clarita Diet      | Dobrivoje Poplovic | 3 сезон: 1 — «Wuffenloaf» \ «Wuffenloaf», 3 — «We Let People Die Every Day» \ «Мы даем людям умирать каждый день», 7 — «A Specific Form of Recklessness» \ «Особая форма безрассудства», 10 — «The Cult of Sheila» \ «Культ Шейлы» |
| 2019      | «Куколка»                | Dollface                | Dr. Colin Brooks   | 1 сезон: 5 — «Beauty Queen», 7 — «F*** Buddy», 8 — «Mama Bear», 10 — «Bridesmaid» |
| 2020      | «Доктор Кто»             | Doctor Who              | Никола Тесла       | 12 сезон 4 серия |
| 2020      | «Пацаны»                 | The Boys                | Алистер Адану      | 2 сезон |
| 2020      | «Невесты»                | The Brides              | граф Дракула       | Снят только «Пилот». Из-за пандемии съемки прекращены. |
| 2023      | «Викинги: Вальхалла»     | Vikings: Valhalla       | Эрик Рыжий         | 3 сезон |

### Телефильмы
| Год  | Название                       | Оригинальное название                 | Роль          | Примечания |
| ---- | ------------------------------ | ------------------------------------- | ------------- | ---------- |
| 1994 |                                | Michele va alla guerra                | солдат        |            |
| 1995 | «Увидеть тебя»                 | Vidimo se                             | Макс          |            |
| 1995 | «Ночной дозор»                 | Night Watch                           | офицер охраны |            |
| 1996 |                                | Prepoznavanje                         | Иван          |            |
| 1998 | «Не могу сказать "Прощай!"»    | Teško je reći zbogom                  | Давор         |            |
| 2004 | «Спартак»                      | Spartacus                             | Спартак       |            |
| 2009 | «Храброе сердце Ирены Сендлер» | The Courageous Heart of Irena Sendler | Стефан        |            |

### Кинофильмы
| Год  | Название                                                         | Оригинальное название           | Роль                 | Примечания                                                                                |
| ---- | ---------------------------------------------------------------- | ------------------------------- | -------------------- | ----------------------------------------------------------------------------------------- |
| 1988 |                                                                  | Braća po materi                 | экстремист           | дебют в кино                                                                              |
| 1993 | «Паранойя»                                                       | Paranoja                        |                      |                                                                                           |
| 1997 |                                                                  | Puška za uspavljivanje          | «Девятка»            |                                                                                           |
| 1997 | «Добро пожаловать в Сараево»                                     | Welcome To Sarajevo             | Ристо Бавич          |                                                                                           |
| 1997 | «Миротворец»                                                     | The Peacemaker                  | русский сержант      |                                                                                           |
| 1998 | «Шулера»                                                         | Rounders                        | Морис                |                                                                                           |
| 1998 | «Практическая магия»                                             | Practical Magic                 | Джимми Ангелов       |                                                                                           |
| 2000 | «Безумно верная жена»                                            | Committed                       | Нейл                 |                                                                                           |
| 2001 | «На самом дне»                                                   | The Deep End                    | Алек Спера           |                                                                                           |
| 2001 | «Последняя воля»                                                 | Posljednja volja                | Бепо Стамбук         |                                                                                           |
| 2002 | «Под гипнозом»                                                   | Doctor Sleep                    | доктор Майкл Штроцер |                                                                                           |
| 2004 | «Длинная мрачная ночь»                                           | Duga mračna noć                 | Иван Колар           | съемки проходили с 2001 по 2003 гг. в Хорватии                                            |
| 2005 | «Электра»                                                        | Elektra                         | Марк Миллер          |                                                                                           |
| 2009 | «Апокриф», новелла, не вошедшая в фильм «Нью-Йорк, я люблю тебя» | New York, I Love You            | мужчина на скамейке  | Реж. Андрей Звягинцев. Премьера 29 октября 2009 года в России (с не вошедшими новеллами). |
| 2009 | «Елена»                                                          | Helen                           | Дэвид Леонард        | премьера 16 января 2009 в США.                                                            |
| 2010 | «Начинающие»                                                     | Beginners                       | Энди                 | премьера 3 июня 2011 в США                                                                |
| 2011 | «Девушка с татуировкой дракона»                                  | The Girl with the Dragon Tattoo | Драган Арманский     | премьера в России 2 января 2012 г, по роману Стига Ларссона                               |
| 2012 | «Тюремный блок К-11»                                             | K11                             | Raymond Saxx Jr.     |                                                                                           |
| 2013 | «Советник»                                                       | The Counselor                   | Майкл (банкир)       |                                                                                           |
| 2013 | «95 децибел»                                                     | 95 Decibels                     | доктор Корри         |                                                                                           |
| 2014 | «Астма»                                                          | Asthma                          | Ragen                |                                                                                           |
| 2014 | «Полуночное солнце»                                              | The Journey Home                | Muktuk               |                                                                                           |
| 2014 | «Темные сердца»                                                  | Dark Hearts                     | Арманд               |                                                                                           |
| 2017 | «Никогда здесь не была»                                          | Never Here                      | S                    |                                                                                           |
| 2017 | «Племена Палос Вердес»                                           | The Tribes of Palos Verdes      | Joe                  |                                                                                           |
| 2019 | «Генерал»                                                        | General                         | Ante Gotovina        |                                                                                           |
| 2020 | «Явление»                                                        | Fatima                          | Артур                |                                                                                           |
| 2020 | «Проклятый»                                                      | The Accursed                    | Никола               |                                                                                           |

### Озвучивание мультфильмов
| Год  | Название            | Оригинальное название | Роль | Примечания |
| ---- | ------------------- | --------------------- | ---- | ---------- |
| 2002 | «Ледниковый период» | Ice age               | Сото |            |

### Документальные фильмы
| Год  | Название                          | Оригинальное название        | Роль                                                           | Примечания                              |
| ---- | --------------------------------- | ---------------------------- | -------------------------------------------------------------- | --------------------------------------- |
| 2002 | «Костелич»                        | Kostelic                     | голос за кадром                                                |                                         |
| 2003 | «Роберт Капа: в любви и на войне» | Robert Capa: In Love and War | голос Роберта Капы                                             |                                         |
| 2006 |                                   | Making Waves For Seals       | самого себя                                                    |                                         |
| 2006 | «Город-порт»                      | Port Town                    | самого себя                                                    |                                         |
| 2010 | «Тито»                            | Tito                         | Андрия Хебранг (секретарь ЦК Коммунистической партии Хорватии) | 12 серий (документально-художественный) |

### Музыкальные клипы
| Год  | Название      | Оригинальное название  | Примечания |
| ---- | ------------- | ---------------------- | ---------- |
| 1998 | Tony Cetinski | «Zivot»                |            |
| 1998 | Madonna       | «The Power of Goodbye» |            |
| 2007 | U.N.K.L.E.    | «Burn My Shadow»       |            |